# Taperinha discigutta
Taperinha discigutta är en insektsart som beskrevs av Rauno E. Linnavuori 1959. Taperinha discigutta ingår i släktet Taperinha och familjen dvärgstritar. Inga underarter finns listade i Catalogue of Life.